# Laetmogone theeli
Laetmogone theeli is een zeekomkommer uit de familie Laetmogonidae.
De wetenschappelijke naam van de soort werd in 1893 gepubliceerd door Hubert Ludwig.